# 藤木洋子
藤木 洋子（ふじき ようこ、1933年5月18日- ）は日本の政治家、元女優。日本共産党元衆議院議員（通算3期）。

## 経歴
- 1933年　兵庫県宝塚市出身。
- 1956年3月　関西学院大学文学部卒業。
- 劇団関西芸術座研究生、女優。
- 1977年7月　第11回参議院議員通常選挙に日本共産党公認で兵庫県選挙区（定数3）から立候補し落選（8人中5位、得票262226）。
- 1983年12月　第37回衆議院議員総選挙に日本共産党公認で旧兵庫県第2区から立候補し初当選（10人中5位、得票81778）。
- 1986年7月　第38回衆議院議員総選挙に日本共産党公認で旧兵庫県第2区から立候補し次点で落選（8人中6位、得票93339）。
- 1990年2月　第39回衆議院議員総選挙に日本共産党公認で旧兵庫県第2区から立候補し次点で落選（10人中6位、得票85589）
- 1993年7月　第40回衆議院議員総選挙に日本共産党公認で旧兵庫県第2区から立候補し最下位で落選（7人中7位、得票84430）。
- 1996年10月　第41回衆議院議員総選挙に日本共産党公認で兵庫県第8区から立候補し落選（7人中3位、得票41166）するも、比例近畿ブロックに比例名簿順位第7位で重複立候補し復活当選（惜敗率58.1％、近畿ブロックでの共産党獲得議席は6議席だったが、名簿順位第1位の寺前巌が小選挙区京都府第3区で当選したため名簿から除かれ、7位の藤木まで復活当選した）。
- 2000年6月　第42回衆議院議員総選挙に日本共産党公認で兵庫県第8区から立候補し落選（5人中3位、得票42902）するも、比例近畿ブロックに比例名簿順位第4位で重複立候補し復活当選（惜敗率56.91％、近畿ブロックでの共産党獲得議席は5議席）。
- 2003年11月　第43回衆議院議員総選挙に立候補せず政界引退。

## 役職
- 党兵庫県委員。
- 党兵庫県婦人児童部長。
- 党政策委員。

## 政策
- 選択的夫婦別姓制度導入に賛成。2000年には、藤木ら超党派女性国会議員50名が、夫婦別姓選択制を求めて当時の森総理に申し入れを行った。申し入れでは、「とくに若い世代では、夫婦別姓選択制を望む声が高まっています。政府には、世論を喚起するなど、夫婦別姓選択制を導入するための努力を望む」としている[1]。

## エピソード
- 小選挙区比例代表並立制が導入された1996年の衆院選では薄氷を踏む当選で、初当選以来10年ぶりに国政復帰し話題となる。

## 現在
- 現在も党活動をしており、選挙時に共産党候補の応援などもしている。
- 同時に、日本国民救援会兵庫県本部会長・「選挙の自由をひろげ大石さんを守る兵庫の会[2]」会長としても活動している。